# Елеуса (дем Зица)
 Тази статия е за града в Епир, Гърция.  За едно от проявленията на Богородица вижте Елеуса.  
Елеуса (на гръцки: Ελεούσα) е град в Гърция и най-голямото и средищно населено място в дем Зица, както и административен център на дема. Намира се на 7 км северозападно от Янина.
Елеуса пази конака на Али паша Янински.